# 斯拉鮑特 (伊利諾伊州)
斯拉鮑特（英語：Slap Out）是位於美國伊利諾伊州馬里昂縣的一個非建制地區。該地的面積和人口皆未知。

## 地理
斯拉鮑特的座標為38°30′40″N 88°42′31″W / 38.51111°N 88.70861°W，而該地的平均海拔高度為148米（即486英尺）。